# Manuel Sánchez Monge
Manuel Sánchez Monge (Fuentes de Nava, 18 de abril de 1947) es un eclesiástico católico español. Fue obispo de Santander, entre 2015 y 2023.

## Biografía
Manuel nació el 18 de abril de 1947, en el municipio español de Fuentes de Nava, Palencia.
Ingresó en el Seminario Menor, y luego pasó al Seminario Mayor de Palencia, donde cursó los estudios eclesiásticos.
Tras realizar estudios en la Pontificia Universidad Gregoriana, en 1974 obtuvo la licenciatura en Teología, con una tesina sobre la infalibilidad papal, y en 1998 obtuvo el doctorado, con la tesis doctoral: La iglesia doméstica: sus fundamentos teológicos y su radicación en la Iglesia particular, publicada en 1999.

### Sacerdocio
Su ordenación sacerdotal fue el 9 de agosto de 1970, a manos del obispo Anastasio Granados; incardinándose en la diócesis de Palencia.
Como sacerdote desempeñó los siguientes ministerios:
- Vicario parroquial de San Lázaro de Palencia (1970-1971).
- Formador en el Seminario Mayor de Palencia (1971-1972; 1975-1977).
- Delegado diocesano de Medios de Comunicación Social (1975-1977).[2]
- Profesor de Teología en el Instituto Teológico del Seminario de Palencia (1975-2005).
- Rector del Seminario Menor de Carrión de los Condes (1977-1982).
- Vicario parroquial de San José de Palencia (1982-1988).
- Profesor de Religión en el instituto «Victorio Macho» de Palencia (1988-1992).
- Delegado diocesano de Pastoral Familiar (1990-1992).
- Pro-vicario general diocesano (1996-1998).
- Rector de los Seminarios Mayor y Menor de Palencia (1992-1998).[2]
- Vicario general diocesano (1999-2005).
- Canónigo de la Catedral de Palencia (2003-2005).
- Asistente diocesano del Movimiento "Encuentro Matrimonial" de Palencia (hasta 2005).[3]

## Episcopado

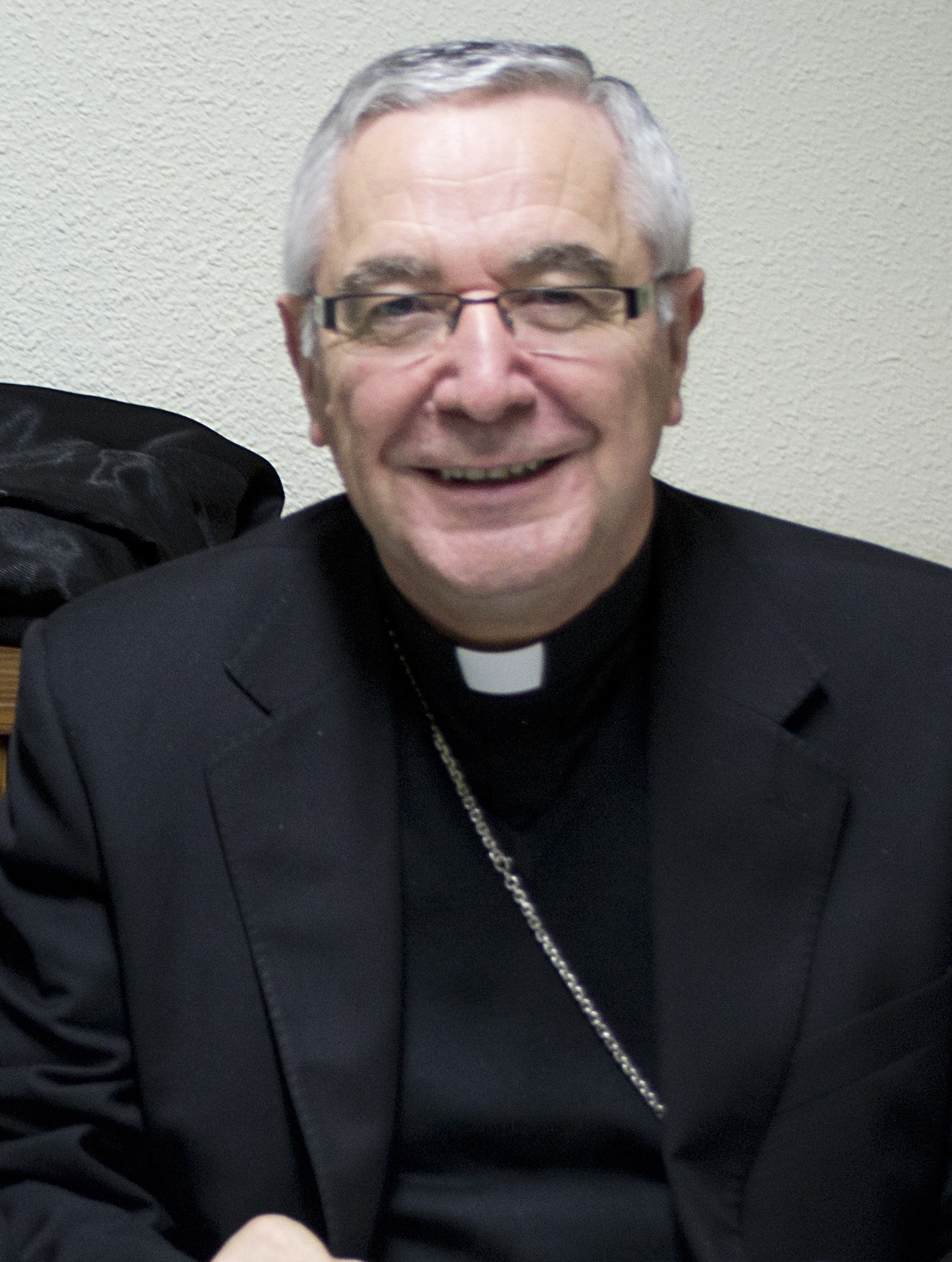
Sánchez Monge en 2012.

### Obispo de Mondoñedo-Ferrol
El 6 de junio de 2005, el papa Benedicto XVI lo nombró obispo de Mondoñedo-Ferrol. Fue consagrado el 23 de julio del mismo año, a manos del arzobispo Manuel Monteiro de Castro.
En la Conferencia Episcopal Española CEE), fue miembro de la Comisión Episcopal para la Vida Consagrada, de 2005 a 2020. También fue miembro de la Comisión Episcopal de Pastoral Social (2014-2017).

### Obispo de Santander
El 6 de mayo de 2015, el papa Francisco lo nombró obispo de Santander. Tomó posesión canónica el día 30 del mismo mes, durante una ceremonia en la Catedral de Santander.
En la Semana Santa de 2018 pregonó el Sermón de las Siete Palabras en Valladolid.
En la CEE, es miembro de la Comisión Episcopal para la Liturgia, desde 2017.
En 2022, presentó su renuncia como lo establece el Código de Derecho Canónico. El 31 de octubre de 2023, el papa Francisco aceptó su renuncia como obispo de Santander, nombrado a su sucesor al mismo tiempo. Ejerció como administrador apostólico sede vacante hasta el 16 de diciembre del mismo año.

## Publicaciones
Ha publicado también numerosos artículos y colaboraciones en «Revista de espiritualidad», «Misión abierta», «Lumieira», «Religión y Cultura», «Otero», «Studium legionense» y » Surge compostelanum».
- Antropología y Teología del Matrimonio (Madrid, 1987).[11]
- Parábolas como dardos (Madrid, 1992).
- Una santidad muy humana. Espiritualidad del Hno. Rafael (Madrid, 1992).
- Eclesiología. La Iglesia, misterio de comunión y misión (Madrid, 1994).
- El hermano Rafael, mártir de la vocación (Ávila, 1995).
- Serán una sola carne. Estudio interdisciplinar sobre el matrimonio y la familia (Madrid, 1996).
- La pasión de solo Dios: espiritualidad del Hno. Rafael. Ed. Monte Carmelo (Burgos, 2000).[11]
- Vivir bajo la mirada de la Trinidad. Espiritualidad de D. José Gurruchaga (Burgos, 2002).
- Elogio del silencio.
- Desafíos del sacerdote en el mundo actual. Edicep (Valencia, 2011).
- Fe y nueva evangelización. BAC (Madrid, 2014).
- Es tiempo de caminar. La experiencia de Dios en Santa Teresa de Jesús. BAC (Madrid, 2015).
- Este es el tiempo de la misericordia. Sal Terrae (Santander, 2016).[11]
- La Eucaristía, fuente del amor a la Palabra de Dios y a los pobres. BAC (Madrid, 2016).
- Comunidad de creyentes. Edice (Madrid, 2019).
- Una santidad sacerdotal misionera. Edice (Madrid, 2019).